# Balrogia striata
Balrogia striata är en stekelart som beskrevs av Karl-Johan Hedqvist 1977. Balrogia striata ingår i släktet Balrogia och familjen puppglanssteklar. Inga underarter finns listade.